# Ту-144
Туполев Ту-144 е първият в света свръхзвуков пътнически самолет. Конструиран е от опитно-конструкторското бюро на Андрей Туполев под ръководството на сина на титуляра – авиационният конструктор Алексей Туполев.
Ту-144 е облетян за пръв път на 31 декември 1968 г. край Москва. Това изпреварва с два месеца първия полет на англо-френския свръхзвуков пътнически самолет Конкорд. Ту-144 преминава скоростта на звука за първи път на 5 юни 1969 г., а на 15 юли същата година става първият пътнически самолет, преминал 2 Мах. Вследствие от пробните полети конструкцията претърпява ред коренни промени, довели до съвършено различен вариант за редовни полети с товари и пътници. През 1973 г. Ту-144, участващ в Парижкия авиосалон, катастрофира, при което загиват целият екипаж и деветима на земята, а десетки други на земята са ранени. Ту-144 влиза в строя с редовни товарни и пощенски превози през ноември 1975 г., а с редовни пътнически превози – през ноември 1977 г. Високият разход на гориво, силният шум в салона, ред други затруднения и втора катастрофа при изпитателен полет през май 1978 г. водят до преждевременно снемане от строя, с последен пътнически полет на 1 юни 1978 г. Следва доработка с изцяло нов тип двигател и ред други промени. Общият брой произведени апарати е 16.
По задание Ту-144 е предназначен да превозва до 15 t, или около 120 (а теоретично, но не и на практика 140 – 150) пътници, на разстояние до 3500 км с пределна скорост 2500 км/ч (Мах 2,35). Зададеният проектен обсег от 6500 км, достатъчен за преки полети между Москва и Далечния изток, не е постигнат. „Експлоатационните“ полети (всъщност, проведени от летци на бюро Туполев, а не на потребителя Аерофлот) са със снижено затоварване и се изпълняват с постоянен форсаж на двигателите, което силно снижава горивната ефективност, а оттам и обсега.

## Разработка
Концепция за пътнически свръхзвуков самолет е публикувана в статия в януарския брой на сп. „Техника воздушного транспорта“ през 1962 г. Министерството на гражданската авиация (тогава тъждествено с Аерофлот) отправя искане за разработване на подобен самолет на 26 юли 1963 г., десет дни след като ескизният проект на Ту-144 е одобрен от Съвета на министрите на СССР. Според публикувания тогава план, пет пробни образци (четири за летателни изпитания и един за статични наземни изпитания) ще бъдат изготвени в четиригодишен срок, първият през 1966 г.
Въпреки повърхностното сходство, между Ту-144 и Конкорд има много значителни различия в: конструктивната схема; системите за центроване, управление и водене на полета, и особено в силовата установка (двигателите и техните уредби). Последните разлики са определящи за сравнителното представяне и евентуалната съдба на двата самолета.
Конструктивната схема на Ту-144, макар сходна на тази на Конкорд, съдържа важна разлика -- двигателите са по-близо до надлъжната ос на самолета. Разположението им се променя с вариантите, като цялото време стремежът е да се разположат възможно по-далеч от надлъжната ос на самолета. На първия проект от 1965 г. четирите двигателя са в обща мотогондола под тялото на самолета. Двигателите на първия летящ образец от 1968 г. са леко изместени встрани от надлъжната ос и монтирани в сдвоени гондоли. В разработения вариант от 1973 г. двигателите са в сдвоени гондоли, разположени под корена на крилото. До голяма степен разположението им е продиктувано от нуждата скоростта на въздуха, попадащ в двигателите при инак свръхзвукова скорост на самолета, да бъде дозвукова. Най-лесният начин за снижаване скоростта на постъпващия въздух е посредством дълъг заборен тракт (тунел). Това изискване е в разрез с конструктивните изисквания за ниска маса и за масово облекчаване на крилото посредством разполагане двигателите възможно по-далеч от надлъжната ос на самолета. С отдалечаване двигателните гондоли от надлъжната ос на самолета дължината и масата на заборния тракт спадат, а облекчаването на крилото нараства; но и последният вариант на Ту-144 има заборни трактове със значителна дължина.
В силовата си установка Конкорд ползва сложна уредба от подвижни устройства, разположени при въздухозаборника и по входящия тракт, захранващ двигателите с въздух. Уредбата надеждно доставя въздух на двигателите с дозвукова скорост, независимо от свръхзвуковата скорост на самолета. Което е в повече, тя работи през целия диапазон скорости и височини -- от нулева до пределна -- и така снижава горивния разход и удължава обсега. Уредбата почива върху аналогова електроника. Сходна на тази уредба е разработена и предлагана от британското дружество Лукас. За Ту-144 подобна уредба така и не е разработена, поради което основна слабост на самолета е високият горивен разход и оттам малкият му обсег.
Придобиването на уредбата на Лукас от СССР е предмет на усилени преговори. През 1978 г. СССР сключва договор за покупката ѝ, но британските и френски власти забраняват износа, поради приложимостта на уредбата и за военни самолети като средния бомбардировач Туполев „Бекфайър“ и далечния бомбардировач Туполев Ту-160.
Сред другите различия между Ту-144 и Конкорд е това, че горивото на Конкорд се ползва и за оглаждане на планьора (корпуса на самолета) от кинетичното загряване, причинено от триенето на обтичащия го въздух. В Ту-144 същата функция изпълняват климатични устройства, увеличавайки масата и вътрешния шум.
Алексей Туполев продължава да усъвършенства с доработки Ту-144 до началото на 1980-те години. Така, делтовидното крило постепенно придобива двойно оживална форма със сложна конична изпъкналост. Серийният вариант придобива и две прибираеми, силно механизирани предни крила тип „патица“, които снижават скоростта и увеличават подема на заход.
Прилагането на нов тип управляващи повърхности -- елевони (елерон-елеватори) по изходящия ръб на делта-крилото опосредствява управлението на такива самолети по крен и тангаж. Но тъй като елевоните действат едновременно, за разлика от класическите елерони (крен и оттам – посока) и елеватори (тангаж или наклон), са нужни продължителни доработки за осъществяване на надеждно управление без значителни промени в ъгъла на атака. Крилата „патица“ улесняват това, същевременно снижавайки заходната скорост до 315 – 333 km/h (която обаче остава значително над тази на Конкорд). Проучване на NASA относно заходната скорост на Ту–144ЛЛ отчита минимална стойност 315 – 335 km/h. При редовни полети, FAA отчита заходна скорост на Ту-144С като 329 km/h, докато тази на Конкорд е докладвана като 300 km/h от производителите на сертификационните органи. Ред дебати са проведени относно устойчивостта на Ту-144С на заход. Когато НАСА възлага на Туполев през 1990 г. да превърне един Ту-144А в Ту-144ЛЛ („Летающая лаборатория“), конструкторското бюро заявява, че „Крайната скорост при заход на Ту-144ЛЛ... е от порядъка на 360 km/h в зависимост от масата на горивото". Брайън Кълвърт, технически мениджър полети на Конкорд и първи негов командир при първите му експлоатационни полети твърди, че крайната заходна скорост при типово кацане на Конкорд е 287 – 296 km/h. По-ниската скорост на кацане в сравнение с Ту-144 се дължи на това, че Конкорд има по-прецизно разработен крилен профил, осигуряващ повече подем при ниски скорости без влияние на свръхзвуковите характеристики.

## Параметри
Характеристики на Ту-144Д:
- екипаж – 3
- емкост – 120 – 140 пътници, но обикновено 70~80
- дължина – 65,50 m

- височина – 10,50 m

- празна маса – 85 000 kg
- пределна излетна маса – 180 000 kg

- силова установка – четири турбовентилаторни двигателя с форсаж тип Колесов РД-36-51
- излетна мощност с форсаж – 200 kN
- пределна експлоатационна скорост – 2,35 Мах
- пределна постигната скорост – 2500 km/h, 1550 mph
- типова експлоатационна скорост – Mach 2,16
- таван – 18 000 m
- обсег – 6500 km
- скороподемност – 3000 m/min
- масово разпределение по крилото – 410,96 kg/m²
- аеродинамично качество – 0,44

## Галерия
- Галерия
- Ту-144LL
- Ту-144 на изложението МАКС-2007
- Прототип на Ту-144, Берлин
- Диаграма на НАСА на Ту-144LL
- Двигателите RD-36-51A на Ту-144D
- Носът на Ту-144
- Тялото на Ту-144
- Кокпит на Ту-144
- Кокпит на Ту-144
- Кабина на Ту-144